# Юнацька збірна Іспанії з футболу (U-20)
Юнацька збірна Іспанії з футболу (U-20) — національна футбольна збірна Іспанії, що складається із гравців віком до 20 років. Керівництво командою здійснює Королівська іспанська футбольна федерація.
Команда скликається для участі у Молодіжному чемпіонаті світу, якщо відповідну кваліфікацію долає юнацька збірна U-19, а також може брати участь у товариських і регіональних змаганнях.

## Виступи на міжнародних турнірах

### Чемпіонат світу U-20
| Статистика молодіжних чемпіонатів світу | Статистика молодіжних чемпіонатів світу | Статистика молодіжних чемпіонатів світу | Статистика молодіжних чемпіонатів світу | Статистика молодіжних чемпіонатів світу | Статистика молодіжних чемпіонатів світу | Статистика молодіжних чемпіонатів світу | Статистика молодіжних чемпіонатів світу | Статистика молодіжних чемпіонатів світу |
| Рік                                     | Раунд                                   | Місце                                   | І                                       | В                                       | Н                                       | П                                       | Г+                                      | Г-                                      |
| --------------------------------------- | --------------------------------------- | --------------------------------------- | --------------------------------------- | --------------------------------------- | --------------------------------------- | --------------------------------------- | --------------------------------------- | --------------------------------------- |
| 1977                                    | груповий етап                           | 7-е                                     | 3                                       | 1                                       | 1                                       | 1                                       | 3                                       | 3                                       |
| 1979                                    | чвертьфінали                            | 6-е                                     | 4                                       | 2                                       | 1*                                      | 1                                       | 3                                       | 2                                       |
| 1981                                    | груповий етап                           | 13-е                                    | 3                                       | 0                                       | 2                                       | 1                                       | 5                                       | 7                                       |
| 1983                                    | не кваліфікувалася                      | не кваліфікувалася                      | не кваліфікувалася                      | не кваліфікувалася                      | не кваліфікувалася                      | не кваліфікувалася                      | не кваліфікувалася                      | не кваліфікувалася                      |
| 1985                                    | віце-чемпіон                            | 2-е                                     | 6                                       | 2                                       | 2                                       | 2                                       | 8                                       | 8                                       |
| 1987                                    | не кваліфікувалася                      | не кваліфікувалася                      | не кваліфікувалася                      | не кваліфікувалася                      | не кваліфікувалася                      | не кваліфікувалася                      | не кваліфікувалася                      | не кваліфікувалася                      |
| 1989                                    | груповий етап                           | 15-е                                    | 3                                       | 1                                       | 0                                       | 2                                       | 4                                       | 7                                       |
| 1991                                    | чвертьфінали                            | 7-е                                     | 4                                       | 2                                       | 1                                       | 1                                       | 8                                       | 3                                       |
| 1993                                    | не кваліфікувалася                      | не кваліфікувалася                      | не кваліфікувалася                      | не кваліфікувалася                      | не кваліфікувалася                      | не кваліфікувалася                      | не кваліфікувалася                      | не кваліфікувалася                      |
| 1995                                    | четверте місце                          | 4-е                                     | 6                                       | 4                                       | 0                                       | 2                                       | 19                                      | 12                                      |
| 1997                                    | чвертьфінали                            | 7-е                                     | 5                                       | 4                                       | 0                                       | 1                                       | 10                                      | 3                                       |
| 1999                                    | переможець                              | 1-е                                     | 7                                       | 5                                       | 2                                       | 0                                       | 16                                      | 5                                       |
| 2001                                    | не кваліфікувалася                      | не кваліфікувалася                      | не кваліфікувалася                      | не кваліфікувалася                      | не кваліфікувалася                      | не кваліфікувалася                      | не кваліфікувалася                      | не кваліфікувалася                      |
| 2003                                    | віце-чемпіон                            | 2-е                                     | 7                                       | 5                                       | 0                                       | 2                                       | 8                                       | 4                                       |
| 2005                                    | чвертьфінали                            | 7-е                                     | 5                                       | 4                                       | 0                                       | 1                                       | 17                                      | 4                                       |
| 2007                                    | чвертьфінали                            | 5-е                                     | 5                                       | 3                                       | 2                                       | 0                                       | 13                                      | 8                                       |
| 2009                                    | 1/8 фіналу                              | 11-е                                    | 4                                       | 3                                       | 0                                       | 1                                       | 14                                      | 3                                       |
| 2011                                    | чвертьфінали                            | 5-е                                     | 5                                       | 3                                       | 2                                       | 0                                       | 13                                      | 4                                       |
| 2013                                    | чвертьфінали                            | 6-е                                     | 5                                       | 4                                       | 0                                       | 1                                       | 9                                       | 4                                       |
| 2015                                    | не кваліфікувалася                      | не кваліфікувалася                      | не кваліфікувалася                      | не кваліфікувалася                      | не кваліфікувалася                      | не кваліфікувалася                      | не кваліфікувалася                      | не кваліфікувалася                      |
| 2017                                    | не кваліфікувалася                      | не кваліфікувалася                      | не кваліфікувалася                      | не кваліфікувалася                      | не кваліфікувалася                      | не кваліфікувалася                      | не кваліфікувалася                      | не кваліфікувалася                      |
| 2019                                    | не кваліфікувалася                      | не кваліфікувалася                      | не кваліфікувалася                      | не кваліфікувалася                      | не кваліфікувалася                      | не кваліфікувалася                      | не кваліфікувалася                      | не кваліфікувалася                      |
| 2021                                    | не визначено                            | не визначено                            | не визначено                            | не визначено                            | не визначено                            | не визначено                            | не визначено                            | не визначено                            |
| Усього                                  | 1 перемога                              | 15/23                                   | 72                                      | 43                                      | 13                                      | 16                                      | 150                                     | 77                                      |

### Середземноморські ігри
| Статистика на Середземноморських іграх | Статистика на Середземноморських іграх        | Статистика на Середземноморських іграх        | Статистика на Середземноморських іграх        | Статистика на Середземноморських іграх        | Статистика на Середземноморських іграх        | Статистика на Середземноморських іграх        | Статистика на Середземноморських іграх        | Статистика на Середземноморських іграх        |
| Рік                                    | Раунд                                         | Місце                                         |                                               | В                                             | Н                                             | П                                             | Г+                                            | Г-                                            |
| -------------------------------------- | --------------------------------------------- | --------------------------------------------- | --------------------------------------------- | --------------------------------------------- | --------------------------------------------- | --------------------------------------------- | --------------------------------------------- | --------------------------------------------- |
| 1991                                   | відмовилися від участі                        | відмовилися від участі                        | відмовилися від участі                        | відмовилися від участі                        | відмовилися від участі                        | відмовилися від участі                        | відмовилися від участі                        | відмовилися від участі                        |
| 1993                                   | відмовилися від участі                        | відмовилися від участі                        | відмовилися від участі                        | відмовилися від участі                        | відмовилися від участі                        | відмовилися від участі                        | відмовилися від участі                        | відмовилися від участі                        |
| 1997                                   | четверте місце                                | 4-е                                           | 4                                             | 1                                             | 1                                             | 2                                             | 2                                             | 4                                             |
| 2001                                   | не кваліфікувалася                            | не кваліфікувалася                            | не кваліфікувалася                            | не кваліфікувалася                            | не кваліфікувалася                            | не кваліфікувалася                            | не кваліфікувалася                            | не кваліфікувалася                            |
| 2005                                   | див Молодіжна збірна Іспанії з футболу (U-23) | див Молодіжна збірна Іспанії з футболу (U-23) | див Молодіжна збірна Іспанії з футболу (U-23) | див Молодіжна збірна Іспанії з футболу (U-23) | див Молодіжна збірна Іспанії з футболу (U-23) | див Молодіжна збірна Іспанії з футболу (U-23) | див Молодіжна збірна Іспанії з футболу (U-23) | див Молодіжна збірна Іспанії з футболу (U-23) |
| 2009                                   | переможець                                    | 1-е                                           | 4                                             | 3                                             | 1                                             | 0                                             | 9                                             | 4                                             |
| 2013                                   | відмовилися від участі                        | відмовилися від участі                        | відмовилися від участі                        | відмовилися від участі                        | відмовилися від участі                        | відмовилися від участі                        | відмовилися від участі                        | відмовилися від участі                        |
| 2018                                   | див Юнацька збірна Іспанії з футболу (U-18)   | див Юнацька збірна Іспанії з футболу (U-18)   | див Юнацька збірна Іспанії з футболу (U-18)   | див Юнацька збірна Іспанії з футболу (U-18)   | див Юнацька збірна Іспанії з футболу (U-18)   | див Юнацька збірна Іспанії з футболу (U-18)   | див Юнацька збірна Іспанії з футболу (U-18)   | див Юнацька збірна Іспанії з футболу (U-18)   |
| Усього                                 | 1 перемога                                    | 2/6                                           | 8                                             | 4                                             | 2                                             | 2                                             | 11                                            | 8                                             |